# Nipponesmus shirinensis
Nipponesmus shirinensis är en mångfotingart som beskrevs av Chamberlin och Wang 1953. Nipponesmus shirinensis ingår i släktet Nipponesmus och familjen plattdubbelfotingar. Inga underarter finns listade i Catalogue of Life.